# デイヴ・ディー・グループ
デイヴ・ディー・グループ (英語: Dave Dee, Dozy, Beaky, Mick & Tich) は、1960年代に活躍したイギリスのポップロックバンド。「グループ」は日本でのみ使われた呼称で、メンバー5人のニックネームを並べたデイヴ・ディー、ドジー、ビーキー、ミック&ティッチが正式なバンド名。略称はDDDBM&T。

## メンバー
| 名前                          | 担当楽器     | 在籍期間                      |
| ----------------------------- | ------------ | ----------------------------- |
| ティッチ II （英語: Tich II） | リードギター | 2014年 - 現在                 |
| ドジー II （英語: Dozy II）   | ベース       | 2015年 - 現在                 |
| ビーキー I （英語: Beaky I）  | リズムギター | 1964年 - 1989年 2013年 - 現在 |
| ミック III （英語: Mick III） | ドラムス     | 1982年 - 現在                 |

| 名前                              | 担当楽器         | 在籍期間        |
| --------------------------------- | ---------------- | --------------- |
| デイヴ・ディー （英語: Dave Dee） | リード・ボーカル | 1964年 - 2009年 |
| ドジー （英語: Dozy）             | ベース           | 1964年 - 2015年 |
| ミック I （英語: Mick I）         | ドラムス         | 1964年 - 1975年 |
| ミック II （英語: Mick II）       | ドラムス         | 1975年 - 1982年 |
| ビーキー II （英語: Beaky II）    | リズムギター     | 1964年 - 2015年 |
| ビーキー III （英語: Beaky III）  | リズムギター     | 1964年 - 1975年 |
| ティッチ （英語: Tich）           | リードギター     | 1964年 - 2014年 |

## 来歴

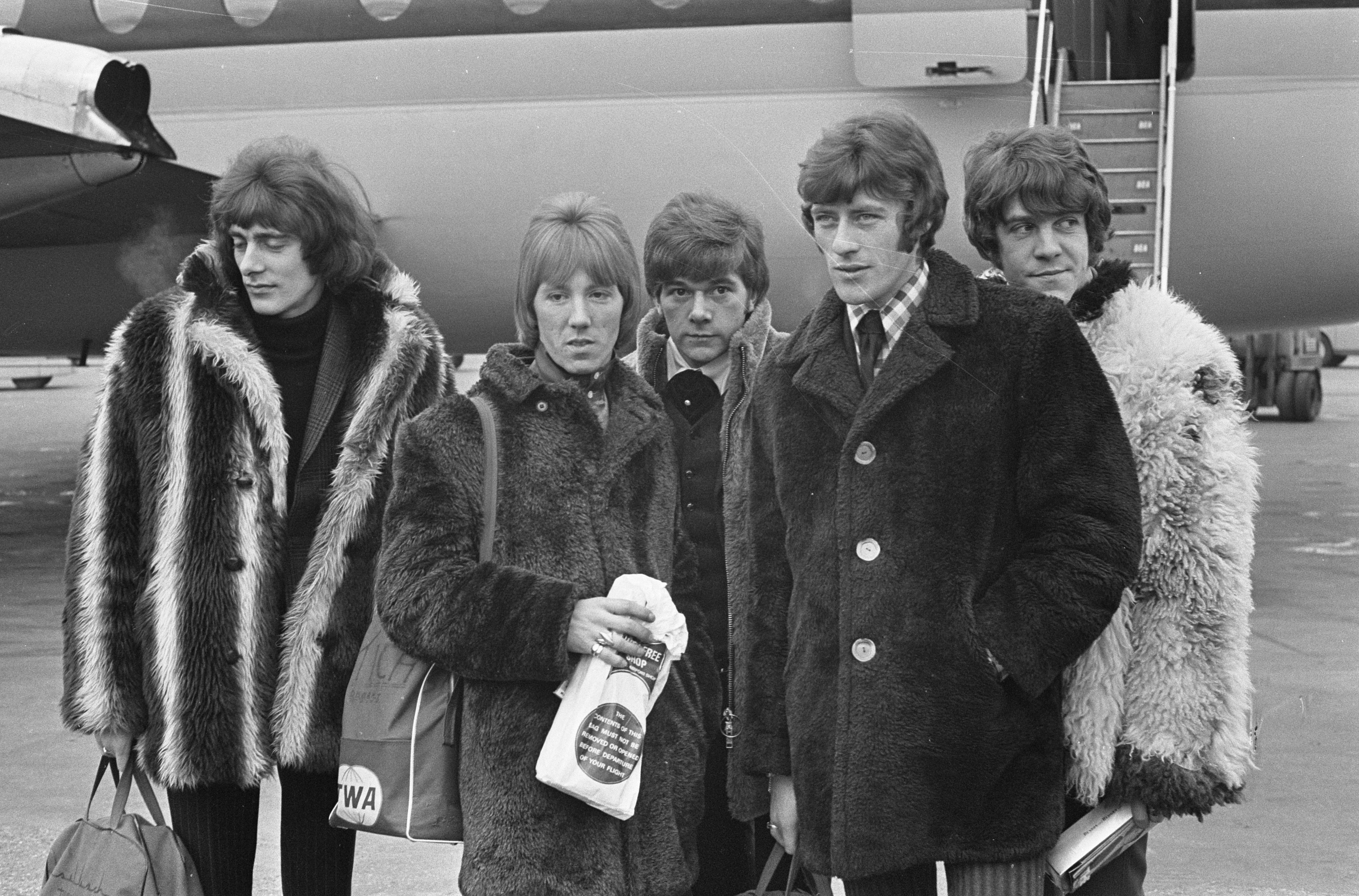
デイヴ・ディー・グループ（1967年）

1961年、イギリス南部のウィルトシャーでデイヴ・ディー、ドジー、ビーキー、ミック、ティッチの5人で前身バンドとなるデイヴ・ディー&ザ・ボストンズを結成。
1964年の夏、ハニーカムズやピーター・フランプトンが在籍したザ・ハードなどへの曲提供で知られるソングライターのケン・ハワードとアラン・ブレイクリーに認められ、イギリスのフォンタナ・レコードと契約。名前をデイヴ・ディー、ドジー、ビーキー、ミック&ティッチに改め、シングル「ノー・タイム」でデビュー。
1968年2月20日にシングル「キサナドゥーの伝説」を発売。同作は全英シングルチャートで第1位を獲得し、100万枚を超える売上を記録した。
日本でのレコードはイギリス本国での8枚目のシングルにあたる「タッチ・ミー・タッチ・ミー」から発売。折からのグループ・サウンズブームに乗り、ザ・ジャガーズが「キサナドゥーの伝説」を、ザ・カーナビーツが「オーケイ!」をそれぞれ日本語でカバーし、ヒットさせた。1969年には来日している。
彼らの曲は本国イギリスや日本のほか、ドイツ、オランダ、カナダ、オーストラリアのチャートにランクインしたが、アメリカでは「ザバダク」がかろうじて52位、「キサナドゥーの伝説」は100位圏外とまったくヒットしなかった。
1970年、デイヴ・ディーがソロ歌手として独立。残ったメンバーはそのままドジー、ビーキー、ミック&ティッチとして活動し、アルバムも制作するが両者とも大きな成功は収められなかった。
1980年代以降、何度か5人で再結成し、2000年代に入ってもコンサートを行っていたが、2009年1月9日、デイヴ・ディーが前立腺癌により死去。
2015年1月13日にドジーが死去。

## ディスコグラフィー（日本で発売されたもの）

### シングル
デイブ・ディー、ドジー、ビーキー、ミック&ティック名義
- タッチ・ミー・タッチ・ミー／雨に消えたマリーナ - 全英13位（1967年）

以下はデイブ・ディー・グループ名義
- オーケイ!／嵐の男 - 全英4位,オリコン3位（洋楽部門1位） - （1967年8月25日）
- ザバダク／沈む太陽 - 全英3位,オリコン73位（1968年1月25日）
- キサナドゥーの伝説／プリーズ - 全英1位,オリコン11位（1968年5月25日）
- ソーホーの夜／ミセス・サーズデイ - 全英8位（1968年）
- ホールド・タイト／アントワネット号の遭難 - 全英4位,オリコン46位（1968年12月25日）
- ラン・コロラド！／マルガレータ・リドマン - オリコン84位（1969年2月10日）
- ドン・ファン／スティル・ライフ - 全英23位（1969年）

### アルバム
- デイブ・ディー・グループ・ベスト・アルバム（1968年）

## ディスコグラフィー（イギリスで発売されたもの）

### シングル
DAVE DEE, DOZY,BEAKY,MICK & TICH
- No Time / Is It Love? (1965)
- All I Want / It Seems a Pity" (1965)
- You Make It Move / I Can't Stop (1965)
- Hold Tight! / You Know What I Want (1966)
- Hideaway / Here's a Heart (1966)
- Bend It! / She's So Good (1966)
- Save Me / Shame (1966)
- Touch Me, Touch Me / Marina (1967)
- Okay! / He's a Raver (1967)
- Zabadak! / The Sun Goes Down (1967)
- The Legend of Xanadu / Please (1968)
- Last Night in Soho / Mrs. Thursday (1968)
- The Wreck of the 'Antoinette / Still Life (1968)
- Don Juan / Margareta Lidman (1968)
- Snake in the Grass / Bora Bora! (1969)
- She's My Lady / Babeigh (1974)
- Staying With It / Sure Thing (1983)

DAVE DEE
- My Woman's Man / Gotta Make You Part Of Me (1970)
- Anna-Bella / Kelly (1970)
- Everything About Her / If I Believed In Tomorrow (1970)
- Wedding Bells / Sweden (1971)
- Hold On / Mary Morning Mary Evening (1971)
- Swingy / Don't You Ever Change Your Mind (1971)

DOZY,BEAKY,MICK & TICH
- Tonight Today / Bad News (1969)
- Mr. President / Frisco Annie (1970)
- Festival / Leader of a Rock n' Roll Band (1970)
- I Want To Be There / For The Use of Your Son (1971)
- They Won't Sing My Song / Soukie (1972)
- You've Got Me On The Run / Rock And Roll (1979)

### アルバム
DAVE DEE, DOZY,BEAKY,MICK & TICH
- Dave Dee, Dozy, Beaky, Mick & Tich (1966)
- If Music Be the Food of Love... Then Prepare for Indigestion (1966)
- Golden Hits of Dave Dee, Dozy, Beaky, Mick & Tich (1967)
- If No-One Sang (1968)
- DDDBM&T (1969)
- Together (1969)
- Dave Dee, Dozy, Beaky, Mick & Tich (1984) 再録音によるベスト
- The BBC Sessions (2008) 1966-1971年録音のBBCのラジオ放送用ライヴ
- The Very Best Of Dave Dee, Dozy, Beaky, Mick & Tich (2008) デイヴ・ディー、ドジー、ティッチによる新録音6曲を含むベスト

DAVE DEE
- Unfinished Business (1997)

DOZY,BEAKY,MICK & TICH
- Fresh Ear (1970)